# Halcampaster teres
Halcampaster teres is een zeeanemonensoort uit de familie Halcampidae.
Halcampaster teres is voor het eerst wetenschappelijk beschreven door Carlgren in 1938.